# Poa petrophila
Poa petrophila är en gräsart som beskrevs av Joyce Winifred Vickery. Poa petrophila ingår i släktet gröen, och familjen gräs. Inga underarter finns listade i Catalogue of Life.